# 普雷托-圣苏珊
普雷托-圣苏珊（法語：Prétot-Sainte-Suzanne，法語發音：[pʁeto sɛ̃t syzan]）是法国芒什省的一个旧市镇，属于库唐斯区。普雷托-圣苏珊于1958年由原市镇普雷托（Prétot）和圣苏珊昂博图瓦（Sainte-Suzanne-en-Bauptois）合并而成。2016年，普雷托-圣苏珊与临近的3个市镇合并为新市镇蒙瑟内勒。

## 地理
普雷托-圣苏珊（49°19'29"N, 1°26'14"W）面积11.64 平方千米，位于法国诺曼底大区芒什省，该省份为法国西北部沿海省份，西、北、东北三面环大西洋，东起顺时针与卡爾瓦多斯省、奧恩省、马耶讷省和伊勒-维莱讷省接壤。
与普雷托-圣苏珊接壤的市镇（或旧市镇、城区）包括：夸尼、蒙瑟内勒、勒普莱西拉斯泰尔、圣若尔、瓦朗格贝克、万德方丹。

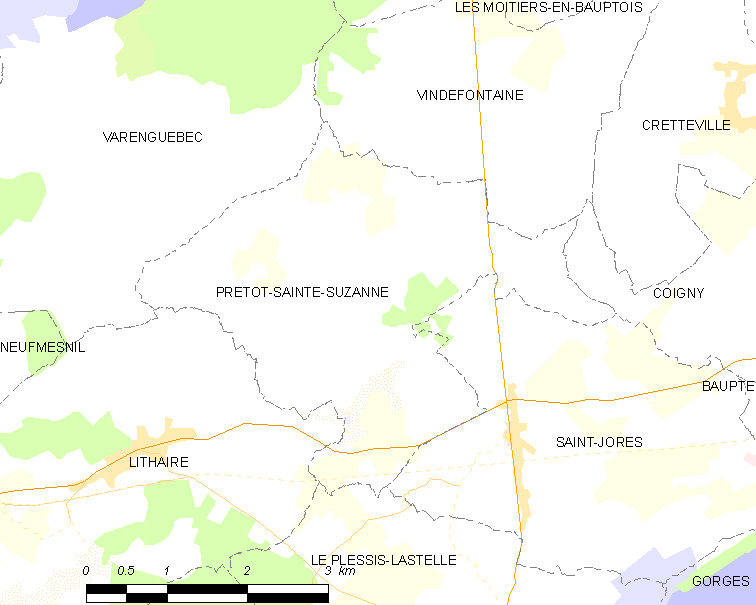
普雷托-圣苏珊的OSM定位图

普雷托-圣苏珊的时区为UTC+01:00、UTC+02:00（夏令时）。

## 行政
普雷托-圣苏珊的邮政编码为50250，INSEE市镇编码为50415。

## 政治
普雷托-圣苏珊所属的省级选区为克雷昂斯县。

## 人口

1962-2008年间普雷托-圣苏珊人口变化图示

普雷托-圣苏珊于2018年1月1日时的人口数量为299人。